# Drawski Młyn
Drawski Młyn (niem. Dratzigmühle) – wieś sołecka w Polsce położona w województwie wielkopolskim, w powiecie czarnkowsko-trzcianeckim, w gminie Drawsko, przy drodze wojewódzkiej nr 181.

## Części wsi
| SIMC    | Nazwa | Rodzaj    |
| ------- | ----- | --------- |
| 1005991 | Bryza | część wsi |
| 1015937 | Korea | część wsi |

## Nazwa
Nazwa miejscowości pochodzi od młyna stojącego na lewym dopływie Noteci, który w 1508 odnotowany został bez nazwy, a w latach 1564-1565 jako „młyn Drawski” pod nazwą „Hamrzysko”. Stał on jeden kilometr na wschód od obecnej wsi Drawski Młyn, która wzięła od niego nazwę.

## Historia
W początku XVI wieku wieś jeszcze nie istniała. Pierwsza wzmianka z 1508 mówi o młynie należącym do wsi Drawsko i znajdującym się w powiecie poznańskim Korony Królestwa Polskiego. Leżał w dobrach wieleńskich, które były królewszczyzną i należały do królów polskich. W 1510 odnotowano go przy okazji pańszczyzny dla plebana wieleńskiego, który otrzymywał ćwiertnię mąki żytniej oraz świętopietrze z tego młyna. Młyn odnotowano również w latach 1564-1565 oraz w 1580 jako młyn doroczny należący do wsi Drawsko.

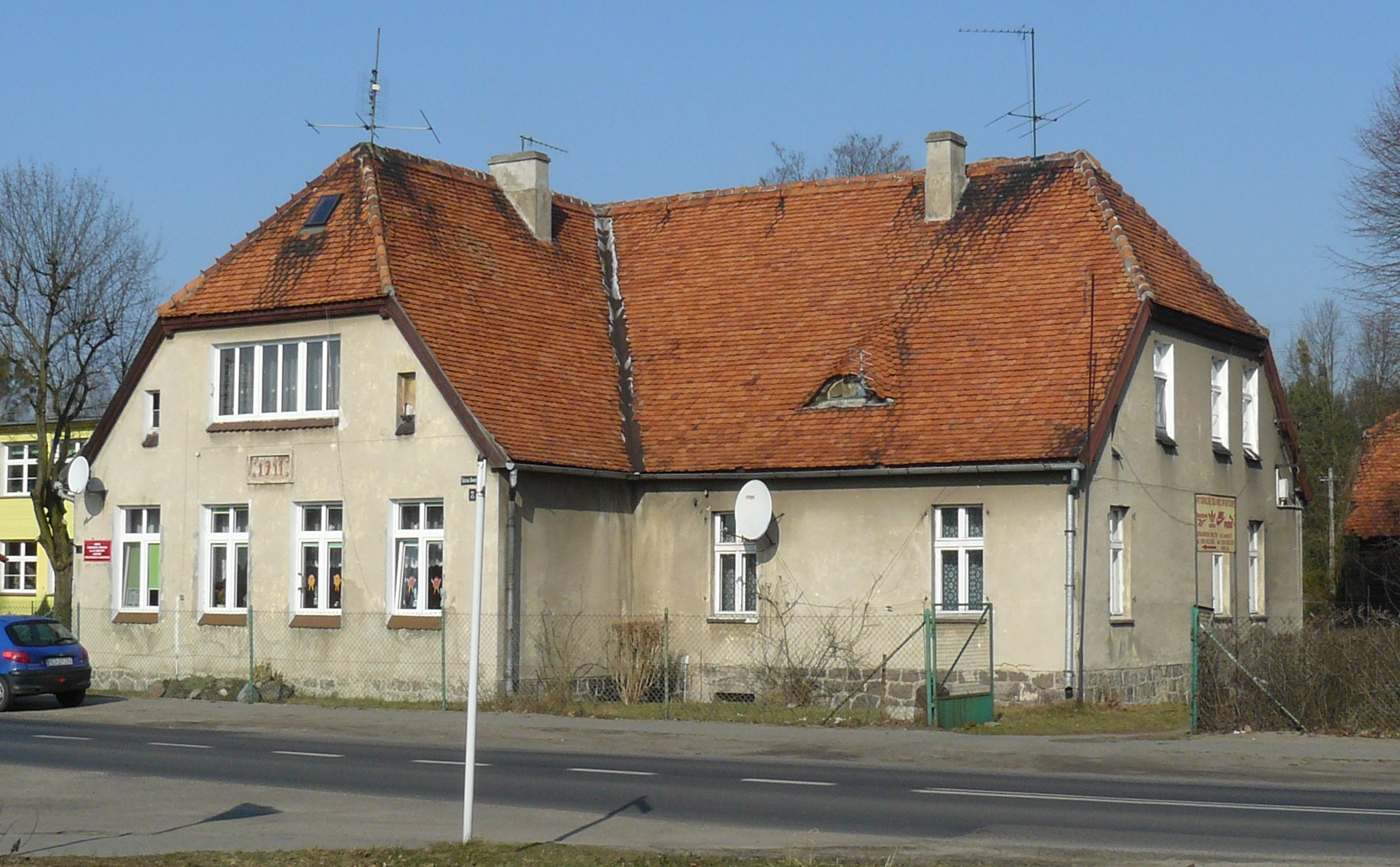
Stara szkoła z 1911

Wieś posiada bogate tradycje przemysłowe, zwłaszcza hutnicze. Przepływająca przez wieś rzeka Struga napędzała dawniej kuźnice, o czym świadczy dawna nazwa osady – Hamrzysko. W XVII wieku działała tu huta żelaza, wykorzystująca lokalne złoża rudy darniowej.
Do czasu rozbiorów miejscowość leżała w Rzeczypospolitej Obojga Narodów. Wskutek II rozbioru Polski w 1793 przeszła pod władanie Prus i jak cała Wielkopolska znalazła się w zaborze pruskim. W 1853 rozpoczęła działalność Sattlershütte, protoplastka funkcjonującej obecnie odlewni żeliwa Drawski. Oprócz hutnictwa we wsi rozwijało się młynarstwo. To właśnie młyn wodny na Strudze był początkiem osady (1508). W 1565 działały dwa takie zakłady: Drwaski i Zawada, należące do wsi Drawsko.
W okresie międzywojennym w miejscowości stacjonowała placówka Straży Granicznej I linii „Drawski Młyn”.
W 1930 roku Bank Pekao uruchomił tu kantor wymiany walut, przeznaczony głównie dla robotników sezonowych.
W latach 1975–1998 miejscowość administracyjnie należała do województwa pilskiego.

## Obiekty

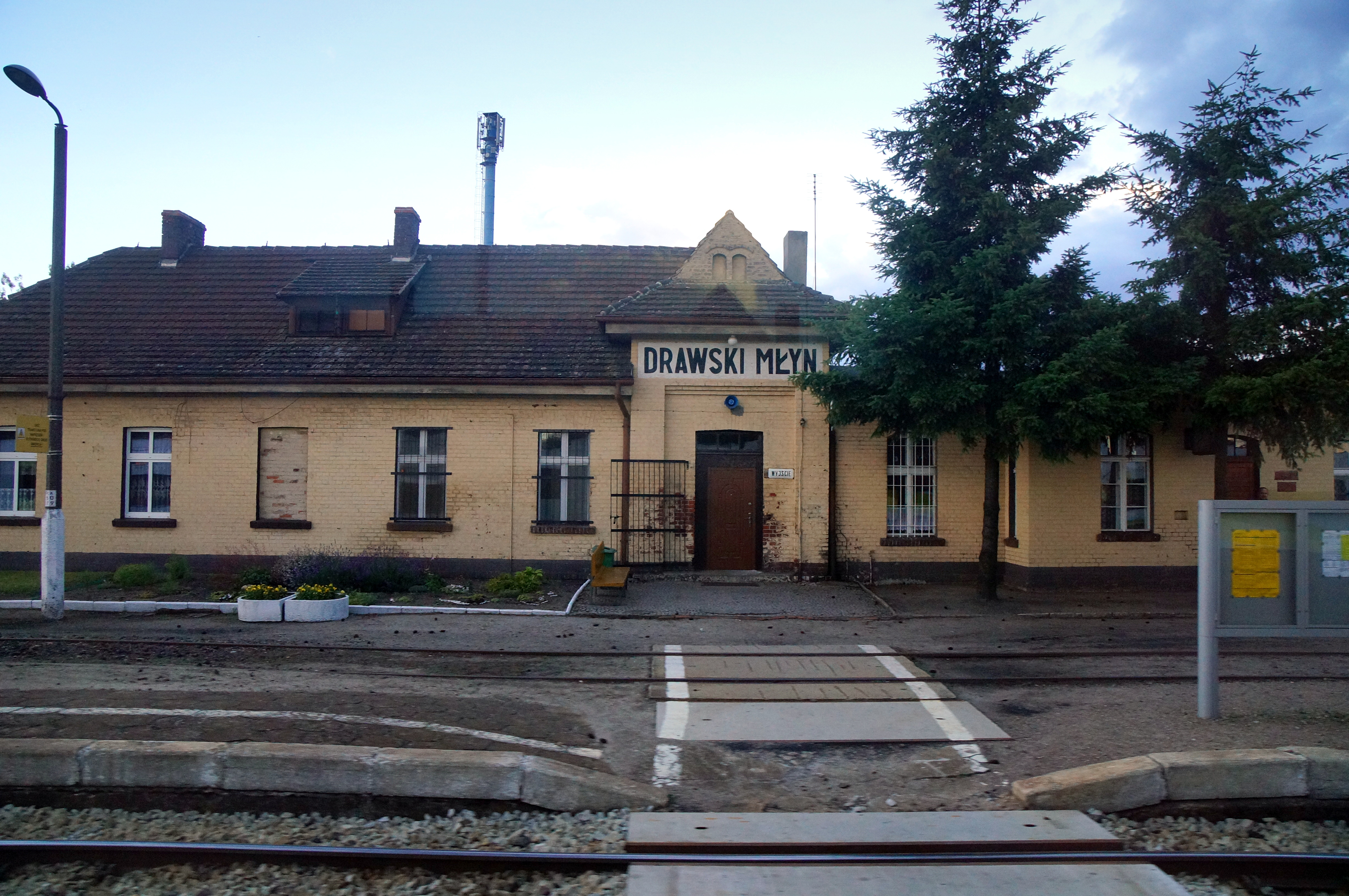
Stacja kolejowa

Najstarsza część wsi, to ta przy dworcu kolejowym. Nieco dalej stoi osiedle bloków mieszkaniowych z lat 50. XX wieku, a obok niego stara szkoła z 1911 (obecnie przedszkole). Przy osiedlu posadowiono też głaz pamiątkowy ku czci Józefa Noji z pobliskiego Pęckowa, olimpijczyka zamordowanego przez nazistów w KL Auschwitz. Kościół Opatrzności Bożej pochodzi z lat 1985–1991. Po wschodniej stronie linii kolejowej znajduje się kompleks stawów rybnych (Staw przy Szosie i Żydowski Staw). W miejscowości znajduje się stacja kolejowa linii kolejowej nr 351 Poznań Główny – Szczecin Główny, na której zatrzymują się wyłącznie pociągi regionalne.